# Folk progressif
Genres dérivés
Folk baroque (en), country folk
Le folk progressif est un genre de folk contemporain.

## Histoire

### Origines du terme
Le sens originel du folk progressif vient de ses liens avec la politique progressiste du folk revival américain des années 1930, en particulier à travers le travail du musicologue Charles Seeger. Les figures clés du développement du folk progressif en Amérique sont Pete Seeger et Woody Guthrie, qui influencent des personnalités telles que Bob Dylan et Joan Baez dans les années 1960. Tous mélangent des messages politiques progressistes avec des airs et des thèmes de musique folklorique traditionnelle.
En Grande-Bretagne, l'un des principaux courants issus de l'éphémère engouement pour le skiffle de 1956-1999 était constitué d'artistes acoustiques qui interprétaient des morceaux progressifs américains. L'émergence de la contre-culture américaine et des scènes underground britannique du milieu des années 1960 a joué un rôle essentiel dans le développement du folk progressif. Le terme progressif a commencé à être utilisé par les stations de radio pour décrire la musique psychédélique, y compris la pop, le rock et le folk, qui a émergé de cette scène.

### Années 1960 et déclin
Conséquence du second renouveau folk britannique du milieu des années 1960, ce mouvement apparaît officiellement au début des années 1970 en Angleterre avec des groupes comme Jethro Tull ou Gentle Giant mélangeant rock progressif avec musique folk, allant parfois jusqu'à des albums concept tel que Thick as a Brick de Jethro Tull en 1972 ou encore Three Friends de Gentle Giant la même année.
Au Canada, le groupe franco-ontarien Garolou propose dès le milieu des années 1970 des pièces musicales telles que Germaine et À la claire fontaine qui se veulent un mariage savant de musique progressive et folklorique. La pièce Un bon matin est également un bon exemple du mélange des deux genres. 
En 2015, le magazine américain Rolling Stone considère l'album Si on avait besoin d'une cinquième saison du groupe québécois Harmonium au sommet de ce style musical lorsqu'il le classe à la 36e position des 50 meilleurs disques de rock progressif.

## Groupes et artistes
Les groupes et artistes impliquent : Jethro Tull, Gentle Giant,  Harmonium, Rick Wakeman, Strawbs, Fairport Convention, Le Diable aux Corsets, Dando Shaft, et Minimum Vital.